# Capadocia
Capadocia é uma série de televisão mexicana criada pela Argos Comunicación e transmitida pela HBO Latin America. A primeira temporada foi ao ar em 2008 e a segunda, em 2010.

## Enredo
Crônicas da vida de várias mulheres detidas em uma prisão experimental da Cidade do México.

## Elenco
- Ana de la Reguera (Lorena Guerra)
- Alejandro Camacho (José Burian, psicólogo da prisão)
- Dolores Heredia (Teresa Lagos, governadora da prisão)
- Héctor Arredondo (Patrick, marido de Lorena)
- Juan Manuel Bernal (Federico, trabalhador de Exxo)
- Rodrigo de la Rosa (Daniel, estudante de Teresa)
- Marco Treviño (Santiago Marín, governador de DF)
- Dolores Paradis (Andrea Marín, filha de Santiago e Teresa)
- Cecilia Suárez ('La Bambi')
- Verónica Toussaint (Sônia)
- Cristina Umaña (Consuelo Ospino, 'La Colombiana')
- Adriana Paz (Ramona)

## Capítulos

### Temporada 1
1. Génesis (Gênesis)
2. Éxodo (Êxodo)
3. El sacrificio (O Sacrifício)
4. Mater Dolorosa
5. El hijo pródigo (O Filho Pródigo)
6. El ángel caído (O Anjo Caído)
7. Pecado capital
8. Justos por pecadores (Pagar O Justo pelo Pecador)
9. El buen samaritano (O Bom Samaritano)
10. María Magdalena (Maria Madalena)
11. La elegida (A Elegida)
12. Perdona nuestras ofensas (Perdoai-nos As Nossas Ofensas)
13. Paraíso perdido

### Temporada 2
14. Lo que une Dios (O que Deus ajunta)
15. Cordero de Dios (Cordeiro de Deus)
16. Aparta de mí este cáliz (Aparta de mim este cálice)
17. El ojo de Dios (O olho de Deus)
18. Amad a vuestros enemigos (Amem os vossos inimigos)
19. Bienaventurados los inocentes ( Felizes os inocentes)
20. Señor, ¿por qué me has abandonado? (Senhor, por que me abandonaste?)
21. Expiación ( Expiação)
22. La mujer de Lot (A mulher de Lot)
23. La sal de la tierra (O sal da terra)
24. Y resucitó al tercer día (E ressuscitou ao terceiro dia)
25. La tercera parte del mar se convirtió en sangre (Tornou-se em sangue a terça parte do mar)
26. Y llorarán su muerte todas las naciones (E se lamentarão por sua morte todas as nações)

## Prêmios e indicações
Emmy Internacional de 2009
1. Melhor Série Dramática (indicado)
2. Melhor Ator para Oscar Olivares (indicado)
3. Melhor Atriz para Cecilia Suárez (indicada)

GLAAD Media Awards de 2009
1. Melhor Série Dramática em Língua Espanhola (venceu)

Festival de Televisão de Monte Carlo de 2013
1. Melhor Série Dramática (indicado)
2. Melhor Ator em Série Dramática para Juan Manuel Bernal (indicado)
3. Melhor Atriz em Série Dramática para Dolores Heredia (indicada)